# Sédoheptulose-7-phosphate
Le sédoheptulose-7-phosphate est un métabolite de la voie des pentoses phosphates.
Ce cétose à sept atomes de carbone est produit par la transcétolase et est un substrat de la transaldolase.